# Phyllocnistis triploca
Phyllocnistis triploca là một loài bướm đêm thuộc họ Gracillariidae, known from Bihar, Ấn Độ. Ấu trùng ăn một loài chưa xác định của Loranthus.